# Sulauwangi
Sulauwangi is een bestuurslaag in het regentschap Kaur van de provincie Bengkulu, Indonesië. Sulauwangi telt 477 inwoners (volkstelling 2010).